# Master-KVG
Der Begriff Master-KVG beschreibt ein Geschäftsmodell von Kapitalverwaltungsgesellschaften in Deutschland.

## Konzept
Master-Fonds können entweder als Master-OGAW, § 1 Abs. 19 Nr. 12 KAGB, oder als Master-AIF, § 1 Abs. 19 Nr. 14 KAGB, organisiert sein. Das Geschäftsmodell unterscheidet sich vom klassischen KAG-Geschäft in der Regel dadurch, dass sie das Sondervermögen für einen Dritten auflegt statt für sich selbst. Die KVG stellt dem Dritten damit lediglich eine Fondsstruktur bereit, während die Anlageentscheidungen (Portfolioverwaltung) im Wege der Auslagerung gemäß § 36 KAGB von einem externen Verwalter getroffen werden. Üblicherweise handelt es sich bei den Dritten um institutionelle Anleger, die sich von der KVG einen eigenen Fonds auflegen lassen, der nach ihren Vorstellungen durch den externen Verwalter gemanagt wird. Denkbar ist auch, dass ein Dritter die Erlaubnis zur Portfolioverwaltung (genauer Finanzportfolioverwaltung) hat, aber mangels KVG-Eigenschaft selbst keine Fonds auflegen kann. In diesem Fall lässt der Dritte das Sondervermögen durch die KVG auflegen, die die Portfolioverwaltung umgehend an ihn auslagert. Der Dritte trifft dann nach seinem Ermessen die Anlageentscheidungen und trägt als eigentlicher Initiator des Sondervermögens die wirtschaftliche Verantwortung für den Fonds. Vertraglich gegenüber den Anlegern und aufsichtsrechtlich gegenüber der BaFin bleibt ausschließlich die KVG verantwortlich.

## Wirtschaftlicher Hintergrund
Ein Fonds / Sondervermögen basiert bezüglich der Wertschöpfung im Wesentlichen auf drei Ebenen: Depotbank (Bestandsverwahrung), Kapitalverwaltungsgesellschaft (Administration) und Asset-Manager (Portfolio-Management). Im Regelfall bietet ein Finanzkonzern all dies im Paket an.
Die Konstruktion der Master-KVG bedeutet, dass diese drei Teile der Wertschöpfungskette vom Investor unabhängig voneinander vergeben werden können, um Vorteile zu erzielen, die Administration mehrerer Portfolios aber bei einer KVG gebündelt wird.
Somit gründet die KVG u. a. im Auftrag des Investors das Sondervermögen, erledigt die Fondsbuchhaltung, erstellt das Reporting und arbeitet bzgl. der  Verwahrung der Vermögensgegenstände mit einer Depotbank zusammen. Die Portfolioverwaltung bzw. das Asset Management (d. h. die Entscheidungen über die Zusammensetzung des Fonds) der Portfolios kann von anderen Asset Managern getroffen werden.
Es gibt sog. Beratungsmandate (Advisory Mandate) und sog. Verwaltungsmandate (Outsourcing Mandate). Im einen Fall (Advisory-Mandat) gibt der externe Portfoliomanager lediglich Ratschläge an die KAG, welche diese dann in alleiniger Verantwortung ausführt. Im anderen Fall (Outsourcing-Mandat) trifft der externe Manager die konkreten Anlageentscheidungen und führt sie teilweise gleich selbst aus.